# 1: Nenokkadine
1: Nenokkadine è un film del 2014 diretto da Sukumar.

## Trama
Gautham è alla ricerca dell'identità dei suoi genitori che sono stati uccisi misteriosamente. Affetto da un disturbo psicologico che rende la ricerca ancora più difficile, verrà supportato da Sameera, grazie alla quale riuscirà a scoprire la verità.

## Colonna sonora
1. Devi Sri Prasad – Who Are You? – 4:53
2. Neha Bhasin – Aww Tuzo Mogh Korta (O I Love You) – 4:23
3. Sooraj Santhosh, M. M. Manasi – O Sayonara Sayonara (O Goodbye Goodbye) – 4:44
4. Devi Sri Prasad, Piyush Kapoor – You are My Love – 4:34
5. Priya Hemesh – London Babu (London Guy) – 5:16